# Kumhari
Kumhari è una suddivisione dell'India, classificata come nagar panchayat, di 29.737 abitanti, situata nel distretto di Durg, nello stato federato del Chhattisgarh. In base al numero di abitanti la città rientra nella classe III (da 20.000 a 49.999 persone).

## Geografia fisica
La città è situata a 21° 16' 0 N e 81° 31' 0 E e ha un'altitudine di 284 m s.l.m..

## Società

### Evoluzione demografica
Al censimento del 2001 la popolazione di Kumhari assommava a 29.737 persone, delle quali 15.348 maschi e 14.389 femmine. I bambini di età inferiore o uguale ai sei anni assommavano a 4.838, dei quali 2.533 maschi e 2.305 femmine. Infine, coloro che erano in grado di saper almeno leggere e scrivere erano 18.639, dei quali 10.913 maschi e 7.726 femmine.